# Campylopus modestus
Campylopus modestus är en bladmossart som beskrevs av Jules Cardot 1905. Campylopus modestus ingår i släktet nervmossor, och familjen Dicranaceae. Inga underarter finns listade i Catalogue of Life.